# Christian 1. af Sachsen
 Ikke at forveksle med Christian 1. af Danmark.
Christian 1. af Sachsen, (29. oktober 1560 i Dresden – 25. september 1591 i Dresden), var søn af August 1. af Sachsen og Anna af Danmark, dattersøn af Dorothea af Sachsen-Lauenburg og kong Christian 3. af Danmark-Norge.
Christian 1. var kurfyrste af Sachsen fra 1586 til 1591.  

## Familie
Christian giftede sig den 25. april 1582 i Dresden med Sophie, datter af Kurfyrst Johan Georg af Brandenburg. Parret havde syv børn:
1. Christian II (f. Dresden, 23. september 1583 – d. Dresden, 23. juni 1611)
2. Johan Georg I (b. Dresden, 5. marts 1585 – d. Dresden, 8. oktober 1656)
3. Anna Sabine (f. Dresden, 25. januar 1586 – d. Dresden, 24. marts 1586)
4. Sophie (f. Dresden, 29. april 1587 – d. Stettin, 9. december 1635), gift den 26. august 1610 med hertug Frans af Pommern.
5. Elisabeth (f. Dresden, 21. juli 1588 – d. Dresden, 4. marts 1589).
6. August (f. Dresden, 7. september 1589 – d. Naumburg, 26. december 1615), gift i 1612 med Elisabeth af Braunschweig-Wolfenbüttel.
7. Dorothea (f. Dresden, 7. januar 1591 – d. Quedlinburg, 17. november 1617)